# Spike Milligan

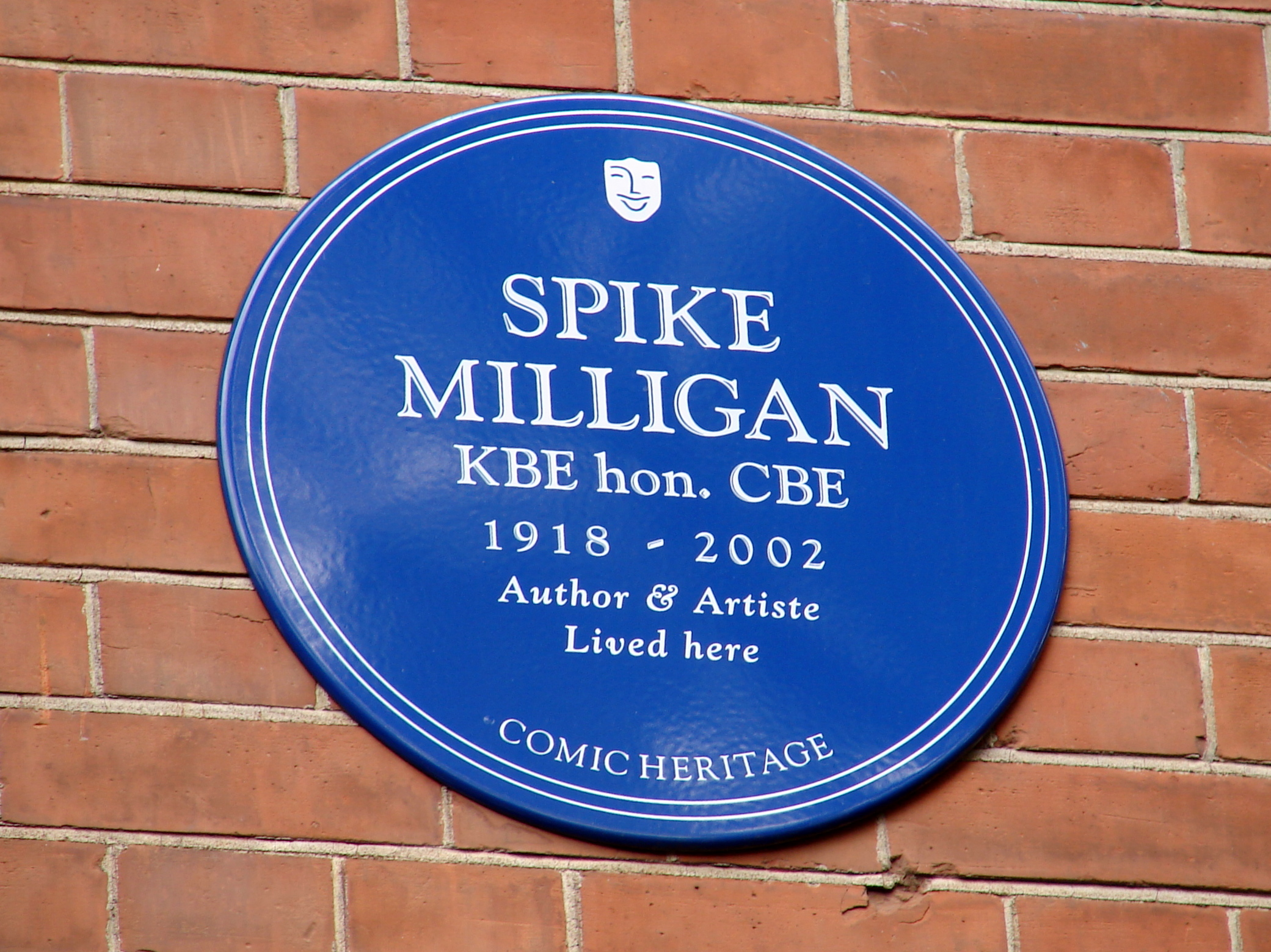
Plaquette ter herinnering aan Milligan te Londen

Terence Alan 'Spike' Milligan (Ahmednagar, Brits-Indië, 16 april 1918 – Rye, East Sussex, 27 februari 2002) was een Brits/Iers komiek, schrijver, radiomaker en acteur.

## Biografie
Zijn vader, Leo Milligan, afkomstig uit Sligo, was als kapitein van het Britse leger met zijn echtgenote in Brits-Indië gestationeerd toen Terence Alan daar als hun eerste kind werd geboren. Een deel van zijn jeugd bracht de jonge Spike door in Rangoon. In 1933 keerde het gezin naar Engeland terug en Spike ging naar school op de Lewisham Polytechnic. In zijn vrije tijd speelde hij trompet bij verschillende jazz-bandjes. Toen de Tweede Wereldoorlog uitbrak werd hij opgeroepen voor militaire dienst en gunner Milligan werd met de Royal Artillery uitgezonden naar de oorlogstonelen in Noord-Afrika, op Sicilië en in Italië. Daar werd hij gewond bij een Duitse mortieraanval. Fysiek wist hij er snel bovenop te komen, maar zijn zenuwgestel bleek zwaar gehavend. De rest van zijn leven bleef hij lijden aan bipolaire stoornissen. Periodes van hyperactiviteit werden steeds afgewisseld met zware depressies.
Ondanks zijn aandoening, of misschien wel dankzij, is hij vanaf het begin van de jaren vijftig uitgegroeid tot een van de meest productieve komieken die Groot-Brittannië ooit heeft voortgebracht. Werd het begin van zijn carrière bepaald door zijn werk voor de radio, vanaf de jaren zestig brak hij ook door als televisiepersoonlijkheid, met tussentijds activiteiten in het theater. Daarnaast wist hij door diverse bijrollen in speelfilms de aandacht op zich te vestigen en werd het publiek ruim bediend met zijn literaire producties op het gebied van parodie, poëzie en autobiografie – elk gekenmerkt door een eigen Milligan-stijl dat wil zeggen nonsensicaal, absurdistisch en zelfs surrealistisch. Als milieuactivist wist hij vanaf de jaren zeventig al geregeld de aandacht op ecologische problemen te vestigen en zo heeft hij, ondanks bepaalde controversiële uitspraken, de status verworven van gerespecteerde en geliefde publieke figuur.
Spike Milligan overleed op 27 februari 2002 in Rye, East Sussex. Al in de eerste necrologieën na zijn dood werd hij niet alleen aangeduid als degene die de weg plaveide voor de humor van het internationaal bekendere Monty Python maar hij kreeg ook onomwonden de eer toegezwaaid de peetvader te zijn geweest van alle alternative comedy zoals die vanaf de jaren tachtig gestalte heeft gekregen op televisie, radio, in theaters en clubs.
Milligan ligt begraven op het St Thomas's Church Cemetery in Winchelsea. Zijn grafschrift luidt: "Dúirt mé leat go raibh mé breoite" (Ik zei toch dat ik ziek was). Dit is aangebracht in het Iers om nietsvermoedende bezoekers van het kerkhof te ontzien.
Spike Milligan is driemaal getrouwd geweest en was vader van zes kinderen. Deze beheren nu zijn creatieve nalatenschap.

## Werk

### Radio
Harry Secombe, een legerkameraad, stelde Milligan in 1945 voor aan twee kennissen van hem: Peter Sellers en Michael Bentine. Met zijn vieren vormden zij een muzikaal-komisch kwartet dat optredens ging verzorgen in de Grafton Arms Pub in Londen. Zij kregen een aanbieding van de BBC om radioshows te verzorgen en in 1951 ging de eerste serie van start onder de naam The Crazy People. Vanaf het tweede seizoen werd de naam veranderd in The Goon Show en is als zodanig legendarisch geworden. Tot januari 1960 zou deze worden uitgezonden en een schare fans levenslang aan zich binden. De bekendste Brit die ooit in het openbaar zijn liefde voor het werk van Milligan uitsprak is zonder enige twijfel Prins Charles. Deze hoorde zich vervolgens door Spike betiteld worden als 'little grovelling bastard' - kruiperig huftertje.
The Goon Show was aanvankelijk een opeenstapeling van losse sketches maar groeide uit tot een wekelijks hoorspel rond één thema. Muzikale intermezzi hierin werden verzorgd door het Ray Ellington Quartet en de mondharmonica van Max Geldray, artiestennaam van de Nederlander Max van Gelder. Deze onderbrekingen waren meer dan nodig om de radioluisteraars en het publiek in de studio (het programma werd elke zondagmiddag live uitgezonden) op adem te laten komen. Een ongekende golf van absurditeiten en plotwendingen die alle kanten uitschoten werd afgevuurd door vooral Milligan, Secombe en Sellers – Bentine was al vroeg opgestapt. Dezen lieten telkens weer dezelfde typetjes opdraven om gestalte te geven aan weer een nieuwe ongelofelijke bewerking van de klassiekers van film en literatuur, van gebeurtenissen uit de (vooral Britse) geschiedenis of van het dagelijkse leven in de jaren vijftig. Verwijzingen naar de politieke actualiteit werden niet geschuwd en ook was het voor Milligan een sport dingen te berde te brengen welke op zijn minst risqué te noemen waren maar die de censuur van de preutse BBC ontgingen. Spike Milligan was verantwoordelijk voor de meeste scripts van de ongeveer 250 Goon Shows die zijn uitgezonden. Bijdragen waren onder andere van Eric Sykes en Larry Stephens. In 1956 moest hij tijdelijk totaal overspannen in een hospitaal worden opgenomen. De radioshow zou hem zijn (eerste) huwelijk hebben gekost maar hij hield pas op toen hij, naar eigen zeggen, alle geluidseffecten uit het BBC-archief al minstens één keer gebruikt had. In 1972 kwam het nog tot een laatste reünieoptreden in het theater onder de passende titel "The Last Goon Show of All". Milligan nam afscheid van zijn publiek met de gedenkwaardige woorden: "Now bugger off!"
The Goon Show had overigens in 1963 een vervolg gekregen op televisie als The Telegoons, een poppenshow, maar deze werd al snel wegens gebrek aan succes afgevoerd. De leden van het team gingen hierna elk hun eigen weg: Harry Secombe als musicalster en als zanger van het Welshe repertoire en Peter Sellers als internationaal vermaard filmacteur; Spike zette zijn werk op de radio voort met The Idiot Weekly (1958–1962) en The Omar Khayyam Show (1963–1964) maar hij zag al spoedig ook de mogelijkheden van andere media om zijn komische talenten op los te laten.

### Televisie en film
Als schrijver en hoofdspeler wist Spike Milligan tussen 1969 en 1982 in totaal zes series van de sketchshow Q voor televisie geproduceerd te krijgen. Het gehalte van de sketches varieerde van briljant tot ongemakkelijk flauw. Feit is dat het absurdistische genre inmiddels een geducht boegbeeld had gekregen in de vorm van Monty Python's Flying Circus en de markt hiermee dus al ruim bediend was. Wrang voor Spike Milligan was dat de leden van het Monty Pythonteam allemaal in hun jongensjaren fervente luisteraars van de Goon Show waren geweest en zich ook allemaal schatplichtig aan het pionierswerk van Spike verklaarden. Milligan speelde ook in de comedy Curry and Chips, maar de manier waarop hij gestalte gaf aan zijn rol, die van Pakistaanse winkelier, viel niet overal in goede aarde. Beschuldigingen van racistische stereotypering haalden de lol er snel vanaf. Televisiewerk werd later alleen nog beperkt tot gastoptredens in andermans werk (zoals de Muppet Show) en in documentaires over uiteenlopende onderwerpen.
Internationaal is Spike Milligan misschien nog wel het bekendst van korte optredens in films als The Three Musketeers (1973) van Richard Lester (hierin speelt hij de zeer gelukkige echtgenoot van Raquel Welch) en Monty Python's Life of Brian (1979), waarin hij kort te zien is als een mislukte profeet die zijn publiek kwijtraakt en die zelf dan ook maar het beeld uitwandelt. Zijn opmerkelijkste filmoptreden is dat als zijn eigen vader, in de film uit 1972 naar zijn autobiografie.

## Brit of Ier?
Spike Milligan is diverse malen onderscheiden voor de verscheidene facetten van zijn werk. Een koninklijke onderscheiding stuitte echter steeds op bezwaren omdat de Britse nationaliteit van Milligan niet vaststond. Zijn familie was immers afkomstig uit Ierland. Maar toen Spike geboren werd (nota bene in Brits-Indië) was dat Ierland nog deel van het Britse Rijk. Daarbij had hij in de oorlog zijn nek gewaagd voor datzelfde Empire en toch zou zijn Brits-zijn niet vaststaan. Hij weigerde derhalve voor een paspoort de eed van trouw af te leggen op de Britse koningin en hij heeft dan maar een Iers paspoort aangevraagd om van het gedoe af te zijn – wat dan uiteindelijk een uitreiking van een Order of the British Empire weer niet in de weg stond. Als niet-Brit mocht hij geen aanspraak maken op de titel 'Sir', maar daar heeft Milligan zich naar verluidt nooit veel aan gelegen laten liggen. Zijn reactie op het eerbetoon was ook vrij laconiek: "Ik zie er het nut niet van in. Orde van het Britse Rijk? Waarom niet de Orde van Milton Keynes? Dat bestaat tenminste."
- Bibsys: 90795089
- Biblioteca Nacional de España: XX1608643
- Bibliothèque nationale de France: cb12224418b (data)
- Catàleg d'autoritats de noms i títols de Catalunya: 981058610263906706
- CiNii: DA05453614
- Gemeinsame Normdatei: 118056565
- International Standard Name Identifier: 0000 0001 1480 1237
- Library of Congress Control Number: n80067021
- MusicBrainz: a2175670-3804-43e8-8506-d79eea325f15
- Bibliotheek van het Japanse parlement: 032713490
- Nationale Bibliotheek van Tsjechië: jn19990005734
- Nationale bibliotheek van Australië: 35176866
- Nationale Bibliotheek van Israël: 987007391455405171
- Nationale en Universitaire bibliotheek Zagreb: 000067858
- Nederlandse Thesaurus van Auteursnamen: 071883223
- Réseau des bibliothèques de Suisse occidentale: 02-A003596070
- RKD-Nederlands Instituut voor Kunstgeschiedenis: 313702
- SNAC: w6tm7c0p
- Système universitaire de documentation: 030925762
- Trove: 852946
- Virtual International Authority File: 111758565
- WorldCat: E39PBJyxkQpWfrTFXTmfkcJv73